# Ruengueri (província)
Ruengueri (em inglês: Ruhengeri) era uma intara (província) do centro-norte de Ruanda, com sede em Ruengueri. Possuía 1 657 quilômetros quadrados de área e segundo censo de 2002, havia 891 498 habitantes. Foi abolida em 2006 com a reformulação territorial do país. Dividia-se em vários distritos:
| Distrito  | Nome nativo | População (2002) | Área (km2) |
| --------- | ----------- | ---------------- | ---------- |
| Bugarura  | Bugarura    | 99 520           | 153        |
| Bucamba   | Bukamba     | 119 935          | 181        |
| Buconha   | Bukonya     | 84 358           | 173        |
| Buoma     | Buhoma      | 89 091           | 211        |
| Butaro    | Butaro      | 62 658           | 143        |
| Cieru     | Cyeru       | 85 102           | 181        |
| Mutobo    | Mutobo      | 98 355           | 137        |
| Nhamugali | Nyamugali   | 54 743           | 123        |
| Nharutovu | Nyarutovu   | 67 248           | 123        |
| Quinigui  | Kinigi      | 62 644           | 165        |
| Ruengueri | Ruhengeri   | 70 525           | 64         |